# Apaidia mesogona
Apaidia mesogona är en fjärilsart som beskrevs av Jean Baptiste Godart 1822. Apaidia mesogona ingår i släktet Apaidia och familjen björnspinnare. Inga underarter finns listade i Catalogue of Life.